# Oslo (Minnesota)
Oslo és una població dels Estats Units a l'estat de Minnesota. Segons el cens del 2000 tenia 347 habitants.

## Demografia
Segons el cens del 2000, Oslo tenia 347 habitants, 148 habitatges, i 83 famílies. La densitat de població era de 372,2 habitants per km².
Dels 148 habitatges en un 27,7% hi vivien nens de menys de 18 anys, en un 49,3% hi vivien parelles casades, en un 4,1% dones solteres, i en un 43,9% no eren unitats familiars. En el 41,2% dels habitatges hi vivien persones soles el 25% de les quals corresponia a persones de 65 anys o més que vivien soles. El nombre mitjà de persones vivint en cada habitatge era de 2,34 i el nombre mitjà de persones que vivien en cada família era de 3,18.
Per edats la població es repartia de la següent manera: un 26,2% tenia menys de 18 anys, un 8,1% entre 18 i 24, un 27,1% entre 25 i 44, un 17,9% de 45 a 60 i un 20,7% 65 anys o més.
L'edat mediana era de 38 anys. Per cada 100 dones de 18 o més anys hi havia 96,9 homes.
La renda mediana per habitatge era de 34.375 $ i la renda mediana per família de 47.857 $. Els homes tenien una renda mediana de 33.750 $ mentre que les dones 18.571 $. La renda per capita de la població era de 15.290 $. Entorn del 6% de les famílies i el 14,8% de la població estaven per davall del llindar de pobresa.

## Poblacions més properes
El següent diagrama mostra les poblacions més properes.